# Değirmendüzü, Patnos
Değirmendüzü là một xã thuộc huyện Patnos, tỉnh Ağrı, Thổ Nhĩ Kỳ. Dân số thời điểm năm 2011 là 2.345 người.